# Hasan Muratović
Hasan Muratović (ur. 11 kwietnia 1940 w Olovie, zm. 14 listopada 2020 w Sarajewie) – bośniacki polityk. W latach 1996–1997 premier Bośni i Hercegowiny, w latach 2004–2006 rektor Uniwersytetu w Sarajewie.

## Życiorys
W 1993 objął funkcję ministra bez teki, w 1996 stanął na czele rządu Bośni i Hercegowiny. Urząd premiera sprawował do 1997. Później zajmował stanowisko ministra handlu zagranicznego i gospodarki oraz ambasadora w Chorwacji (do 2001).
Hasan Muratović zmarł 14 listopada 2020 roku w Sarajewie w wyniku komplikacji spowodowanych przez COVID-19.